# 무각거북고둥
무각거북고둥(naked sea butterfly)은 수면에서 수심 500 미터 지점에 걸쳐 서식하는 연체동물이다. 북극해 및 북태평양과 북대서양의 차가운 물 속에서 산다. 1676년 프리드리히 마르텐스가 처음 발견했고 1774년 피프스 남작이 클리오네 리마키나(Clione limacina)라고 학명을 기재했다. 무각익족류(껍데기가 없는 익족류)로서는 처음 발견된 종이다.